# Carlos Tenaud
Carlos Tenaud y Pomar (París, 10 de julio de 1884-Lima, 7 de septiembre de 1911) fue un aviador peruano. Fue uno de los pioneros de la aviación mundial y héroe de la aviación civil.

## Biografía
Fue hijo de los peruanos Julio Tenaud y María Luisa del Pomar. Nació en París, donde cursó sus estudios escolares. Conseguido su bachillerato, se consagró a estudiar la técnica de la aviación, que por entonces era una actividad novedosa. Se trasladó a Lima, llevando consigo un proyecto de un aeroplano que había inventado y que propuso al Perú para su construcción. El presidente José Pardo, gran propulsor de los estudios técnicos, tuvo entonces la idea de enviarlo a la Escuela de Artes y Oficios, cuyo director era Pedro Paulet. Allí, Tenaud construyó el primer avión peruano, un monoplano cuyas alas se asemejaban a una mariposa (1909). Sin embargo, el aparato no logró alzar vuelo: solo se elevó a poca altura para enseguida caer de costado. El gobierno decidió entonces auspiciar a Tenaud, para que viajara a Francia, con el propósito de que se capacitara en la aeronáutica más avanzada (9 de septiembre de 1910).
Tenaud ingresó a la Academia de Etampes, que dirigía el ilustre Louis Blériot, quien le consideró como el más aprovechado de sus discípulos, pues solo necesitó ocho lecciones sin haber deteriorado accesorios de valor. Terminada su instrucción, el Aero Club de Francia le otorgó el brevete de Piloto-Aviador N.º 298, el 23 de noviembre de 1910. Luego hizo una práctica más intensiva y llegó a volar entre Etampes y Reims.
La Liga Pro Aviación, formada en el Perú, lo llamó de regreso a su patria y así retornó Tenaud, junto con Juan Bielovucic, arribando a Lima el 6 de enero de 1911, recibiendo ambos una calurosa recepción. Tenaud trajo consigo un avión Blériot, que había adquirido con su propio peculio. Este avión contaba con un pequeño motor de 3 cilindros, de 25 caballos de fuerza, marca Anzani.
Mientras Bielovucic surcaba los cielos de Lima con su biplano Voisin, Tenaud improvisó un campo en Limatambo para realizar sus pruebas con su Blériot, pese a que el terreno no era el adecuado. En el primer ensayo sufrió un ligero accidente, pero su entusiasmo trató de superar cualquier obstáculo y con la ayuda de Bielovucic reparó los daños de su máquina. Al realizar la prueba definitiva, el 2 de febrero de 1911, ocurrió la tragedia: al momento de elevar vuelo, el aeroplano no pudo superar los alambres de los postes del servicio eléctrico que se hallaban a un extremo del campo, y el choque ocasionó que la nave se precipitara a tierra.
A consecuencia de la caída, Tenaud sufrió graves lesiones en la columna vertebral. Fue trasladado primero a una clínica y luego a la casa de sus padres, donde, tras una larga y penosa agonía, falleció el 8 de septiembre del mismo año.

## Mención en la cultura popular
Inspirado en el vuelo fatídico de Tenaud, el escritor Abraham Valdelomar escribió en 1912 una obra teatral titulada El vuelo, publicada como folletín en el diario El Puerto del Callao, de la que se conservan solo fragmentos.
Luis Alberto Sánchez cree que Valdelomar, al momento de sufrir el accidente que le provocó su mortal lesión a la columna vertebral, debió recordar la muerte trágica de Tenaud.